# Джа Уоббл
Джа Уоббл (англ. Jah Wobble, настоящее имя John Joseph Wardle — Джон Джо́зеф Уордл, род. 11 августа 1958, Степни, Лондон) — британский бас-гитарист, певец, поэт и композитор.

## Карьера
Уоббл учился в одном колледже с будущими участниками панк-группы «The Sex Pistols» Джоном Лайдоном (Джонни Роттеном) и Джоном Саймоном Ричи (Сидом Вишесом). С юных лет отдавал предпочтение музыке даб и регги.
После распада «The Sex Pistols» в 1978 году музыкант присоединился к новой группе Лайдона «Public Image Limited» в качестве бас-гитариста, ещё недостаточно хорошо владея инструментом. В 1980 году оставил группу, избрав сольную карьеру.
На протяжении нескольких лет Уоббл работал и самостоятельно (привлекая к записям разнообразных музыкантов — от Хольгера Шукая и Яки Либецайта из Can до Эджа из U2), и в качестве сессионного музыканта, с ранних альбомов демонстрируя широкое разнообразие своих интересов (поп-рок, краут-рок, регги, эмбиент).
В 1987 году Уоббл неожиданно исчез с музыкальной сцены, устроившись работать уборщиком в лондонском метро. Через два года он вернулся к музыке с собственной группой «Invaders of the Heart», записав альбом «Without Judgement». Последовавший за ним альбом «Rising Above Bedlam» (1991) с участием Шинейд О’Коннор и Наташи Атлас, смог вновь привлечь внимание музыкальных критиков и завоевать признание широкой аудитории.

## Дискография
- 1978 — First Issue/Public Image (совместно с PiL)
- 1979 — Metal Box/Second Edition (совместно с PiL)
- 1980 — Paris au Printemps/Paris In The Spring (совместно с PiL)
- 1980 — The Legend Lives on…Jah Wobble in Betrayal
- 1980 — V.I.E.P.
- 1982 — Bedroom Album
- 1983 — Snake Charmer
- 1984 — Full Circle (совместно с Holger Czukay и Jaki Liebezeit)
- 1985 — Neon Moon
- 1986 — Tradewinds
- 1987 — Psalms
- 1989 — Without Judgement
- 1991 — Rising Above Bedlam
- 1993 — Take Me to God
- 1995 — Spinner (совместно с Brian Eno)
- 1995 — Heaven and Earth
- 1996 — The Inspiration of William Blake
- 1997 — The Celtic Poets
- 1997 — Requiem
- 1998 — The Light Programme
- 1998 — Umbra Sumus
- 1998 — The Five Tone Dragon — Jah Wobble presents Zi Lan Liao
- 1999 — Deep Space
- 2000 — Full Moon Over the Shopping Mall
- 2000 — Beach Fervour Spare
- 2000 — 30 Hertz — A Collection of Diverse Works From A Creative Genius
- 2001 — Molam Dub (совместно с The Invaders of the Heart and Molam Lao)
- 2001 — Passage to Hades (совместно с Evan Parker)
- 2001 — Radioaxiom (совместно с Bill Laswell)
- 2002 — Deep Space: Largely Live in Hartlepool & Manchester
- 2002 — Shout at the Devil (совместно с Temple of Sound)
- 2002 — Solaris: Live in Concert
- 2003 — Fly
- 2004 — Five Beat
- 2004 — I Could Have Been a Contender (Anthology)
- 2004 — Elevator Music V.1A
- 2004 — Car Ad Music
- 2005 — Mu
- 2006 — Alpha-One-Three
- 2006 — Jah Wobble & The English Roots Band
- 2007 — Heart and Soul
- 2008 — Chinese Dub
- 2009 — Car Ad Music
- 2009 — Get Carter
- 2010 — Japanese Dub (with the Nippon Dub Ensemble)
- 2010 — Welcome to My World
- 2011 — 7
- 2011 — Psychic Life (совместно с Julie Campbell)
- 2012 — Yin & Yang (совместно с Keith Levene)
- 2013 — Kingdom of Fitzrovia (совместно с Bill Sharpe)
- 2013 — Anomic (совместно с Marconi Union)